# نقش شابور الأول في كعبة زرادشت

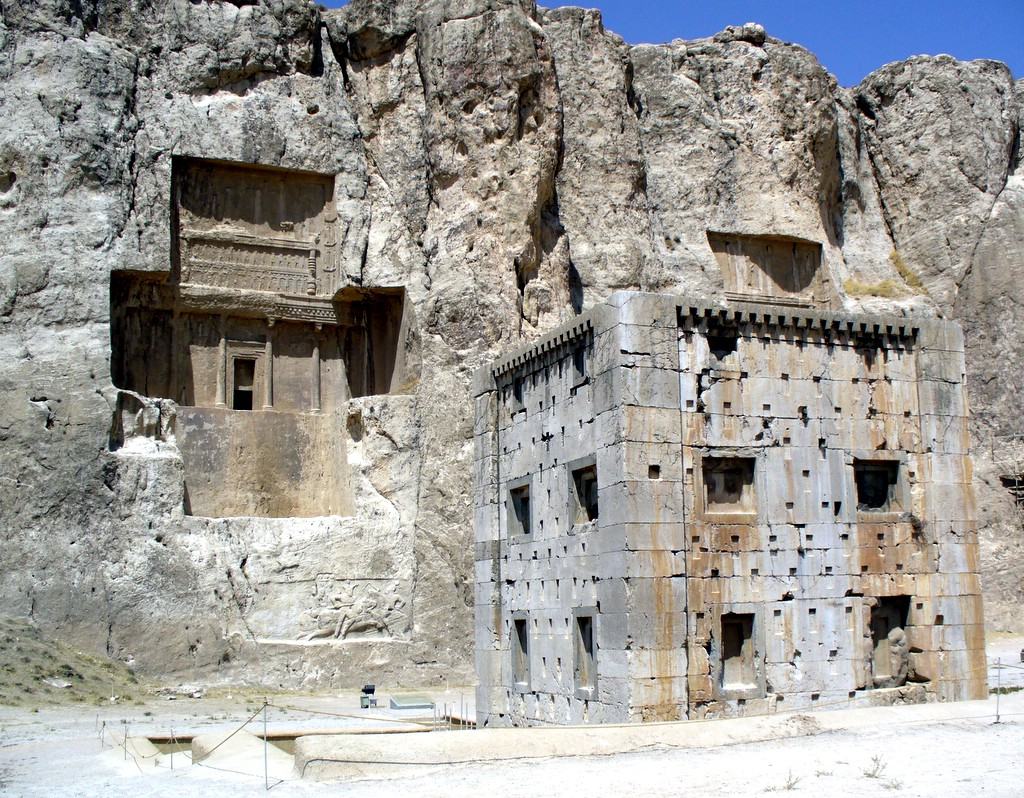
كعبة زرادشت

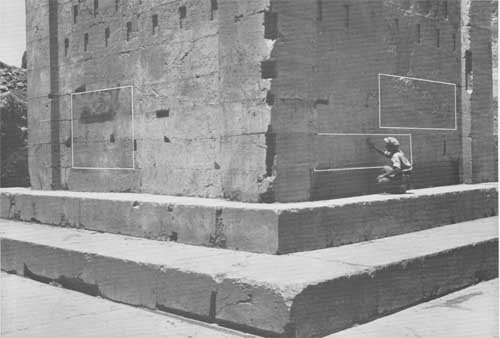
النقوش

نقش كعبة زرادشت لشابور الأول (المختصر إلى شابور-KZ ، ŠKZ ،  SKZ )، ويشار إليه أيضًا باسم النقش العظيم لشابور الأول، هو نقش ثلاثي اللغات صُنع في عهد الملك الساساني شابور الأول (حكم. 240–270 م) بعد انتصاراته على الرومان. نُقش على كعبة زرادشت، وهي بناء حجري رباعي الزوايا ومدرج يقع في نقش رستم، وهي مقبرة قديمة تقع شمال غرب برسبوليس، في محافظة فارس الحالية، إيران. يعود تاريخ النقش إلى ق. 262.

## المحتوى
كُتب النقش باللغة الفارسية الوسطى، والفرثية، واليونانية، ويحتوي على 35، و30، و70 سطرًا على التوالي. النسخة الفارسية الوسطى متضررة جزئيًا، في حين أن النسختين اليونانية والبارثية محفوظة بشكل أفضل، على الرغم من أنها ليست مطابقة تمامًا للنص الفارسي الأوسط. في هذا النقش، يقدم شابور نفسه، ويذكر نسبه، ويحصي مقاطعات إمبراطوريته، ويصف حملاته ضد الإمبراطورية الرومانية، ويتحدث عن معابد النار التي بناها. ويُعتبر النقش أهم نقش من العصر الساساني.
المقطع ذو الصلة الذي يحصي الأراضي التي كانت جزءًا من إمبراطورية شابور الأول:
"...أنا حاكم إيرانشهر، وأمتلك أراضي المقاطعات التالية (الشعوب، حسب التسمية اليونانية): فارس (برسيس)، فهلَف (فرثيا)، خوزستان، ميشان (أي ميسين/ميسان)، آشورستان (بلاد ما بين النهرين)، نود-أردشيرغان (أي أديابينه)، أربايستان، أذربيجان (أي أتروباتين، ’تWRP'TKN’)، أرمينيا (أرمين، ’’LMNY’)، إيبيريا (ويروزان/وروشان، ’WLWC'N’، أي كارتلي)، سيغان (أو ماشيلونيا، أي مينغريليا)، أران (’LD’NM’، أي ألبانيا القوقازية)، بلاساغان، حتى جبال القوقاز (كافكوف) وبوابات ألبانيا/الآلان (مضيق داريال)، وجميع سلسلة جبال بادِشخوارغر/بارِشوار، ماد (أي ميديا)، جُرجان (أي هيركانيا)، مرو (أي مرغيانا)، هَرَوَ (أي آريا)، وجميع أبرشهر، كرمان، سجستان (سيستان)، تورجستان/توران، مكران، بردان/بارادين، الهند (أي المملكة الكوشانية-الساسانية)، كوشانشهر حتى بيشاور (باشكيبور)، وحتى كاشغر، سغديانا/سُغد، وحتى جبال تشاتش (طشقند)، ومن الجهة الأخرى من البحر، عمان (أي مزونشهر)."

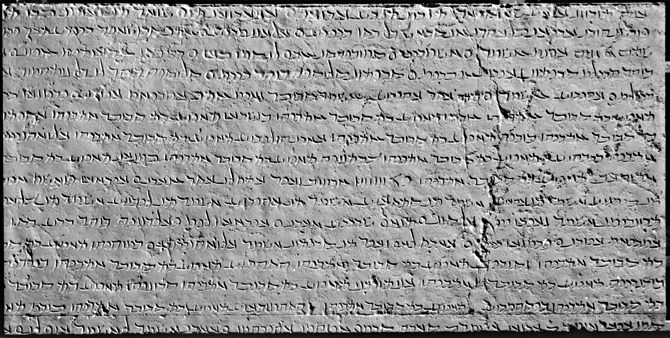
النسخة الفرثية من نقش شابور الأول في كعبة زرادشت.

في النقش، يذكر شابور الأول انتصاراته على أباطرة الروم جورديان الثالث، وفيليب العربي، وفاليريان. ويروي أن جورديان غادر أنطاكية وقُتل في معركة حاسمة في ميسيشي في 242/4 على حدود بلاد ما بين النهرين التي يحكمها الساسانيون. يذكر شابور أن ميسيتشي أُعيد تسميتها لاحقًا إلى ميسيتشي-بيروز-شابور، والتي تُترجم إلى "ميسيكي-(حيث)-شابور-منتصر". فيما يتعلق بفيليب العربي؛ يذكر شابور أن المفاوضات في عام 244 أسفرت عن إجبار فيليب على دفع 500 ألف دينار إلى الساسانيين. وبالإضافة إلى ذلك، وعد الروم بأنهم سوف يسلمون أرمينيا إلى شابور. ومع ذلك، يروي شابور أن فيليب العربي لم يفِ بوعده وحاول إعادة غزو أرمينيا. ونتيجة لذلك، اندلعت معركة أخرى في عامي 252 و256 في بارباليسوس، ضد جيش روماني قوامه 60 ألف جندي. كان شابور منتصرًا، ويذكر أنه استولى على 36 مدينة رومية. يذكر شابور أيضًا انتصاره الكبير في معركة الرها، والذي أدى إلى أسر فاليريان على يد الحاكم الساساني، "إلى جانب رئيس المحكمة، وأعضاء مجلس الشيوخ، ورؤساء الجيش". ويروي أيضًا أن الأسرى الرومان كانوا يستقرون في مقاطعة بارس. يشير قاموس أكسفورد للعصور القديمة المتأخرة إلى أن هذا الجزء المعين من النقش، حيث يذكر شابور أسر فاليريان وأعماله بشكل عام، يذكرنا بـ "التقاليد الملحمية الفارسية".
في الجزء التالي من النقش، يذكر شابور النيران المقدسة الزرادشتية التي أنشأها في عهده لتكريم كل عضو من أفراد العائلة المالكة. ويذكر أيضًا تفاصيل "التضحيات والاحتفالات". يحتوي الجزء الأخير من النقش على محتوى قيم عن الإدارة الساسانية وكذلك رجال الحاشية والنبلاء خلال حياة باباك وأردشير الأول بالإضافة إلى شابور الأول نفسه.

## طالع أيضًا
- نقش بهستون
- قائمة النقوش الساسانية [الإنجليزية]